# الانقلابات على القصر العثماني 1807-1808
تشير الانقلابات على القصر العثماني في عامي 1807 - 1808 إلى مجموعة من الانقلابات وحركات التمرد لعزل أو استعادة العرش لثلاثة من سلاطين الدولة العثمانية والتي حدثت نتيجة لمحاولات الإصلاح من سليم الثالث.

## الأسباب
تدهورت أحوال الدولة العثمانية بحلول بدايات القرن التاسع عشر وفقدت الكثير من الأراضي التي حكمتها على مدار القرن السابق. وعلى الرغم من ذلك، فإن تهديد جنود الانكشارية المحافظين والتقليديين وقوات النخبة الخاصة بالسلطان أدى إلى منع إجراء الإصلاحات بواسطة حكام أكثر تحررًا. وفي 1789، توفي السلطان عبد الحميد الأول، فتولى ابن أخيه، سليم الثالث، العرش وهو ابن خليفة عبد الحميد. لقد استمد سليم، والذي كان ملحنًا على قدر من الموهبة ومناصرًا لحركة التحديث، أفكاره بدرجة معينة من الثورة الفرنسية, والذي بلغت جهوده في التغريب ذروتها مع تجنيد القوات النظامية الجديدة في 1805. وقد أدت الإصلاحات، وخاصةً التجنيد، إلى إغضاب جنود الانكشارية وغيرهم من العناصر المحافظة، الذين قاموا بالتظاهر وقتل دعاة الإصلاح.

## الانقلاب الأول
في 29 مايو، 1807، قام جنود الانكشارية بقيادة زعيم المتمردين مصطفى كاباكجي بعزل سليم واستبداله سريعًا بابن عمه مصطفى الرابع، الذي قام بسجن سلفه وهو ابن عمه وسط ارتياح في القصر الملكي. وعفا مصطفى عن المتمردين وتحالف مع جنود الانكشارية، وقام بتسريح جيش سليم المكون مؤخرًا.

## مقتل سليم والانقلاب الثاني
مع ذلك، أصبح أليمدار مصطفى باشا وهو حاكم روسه ذو النفوذ متحررًا من قيود مصطفى وقام بالتخطيط لإسقاطه. وأدت جهوده إلى ثورة ثانية في 1808. وتم قتل المسجون سليم وفقًا لأوامر مصطفى، ولكن قام محمود، وهو أخو مصطفى ووريثه بالهرب من احتمال القتل. وفي الوقت نفسه، أحاطت قوات التمرد بالقصر، حيث قام مصطفى وحاشيته بالسخرية منهم، حتى أنهم قاموا بعرض جثة سليم على المتمردين، وذلك في محاولة بلا طائل لردعهم. فاقتحم المتمردون القصر على أية حال، وقاموا بالقبض على مصطفى وإعلان تولي محمود الحكم.

## محاولات الإصلاح والاضطرابات من قبل الانكشارية
بينما تم سجن سليم بالقصر، قام بتدريس أفكار الإصلاح إلى محمود، الذي قام باستكمال الإصلاحات التي أوقفها الانقلاب الانكشاري في 1807. ثم قام محمود بتعيين أليمدار مصطفى باشا في منصب كبير الوزراء، وهو زعيم التمرد الذي أدى إلى توليه الحكم، وأدت الإصلاحات التي قاما بتنفيذها إلى إغضاب جنود الانكشارية مرة أخرى.
في محاولة لإخافة محمود، قام جنود الانكشارية بتنظيم ثورة قصيرة وقاموا بقتل الوزير، مما دفع السلطان إلى إلغاء الإصلاحات وتسريح الجيش، والتي تم تنفيذها وفقًا لنموذج إصلاحات سليم من جديد.

## الأثر على الأحداث التالية
تمكن محمود من تولي الحكم لعدد أكبر من العقود على الرغم من إغضابه لجنود الانكشارية في وقت سابق. وبحلول عام 1826، أصبح أقل خوفًا من جنود الانكشارية وفي الواقعة الخيرية، كما يدعي بعض المؤرخين، استطاع التسبب في تمرد الوحدة عن قصد. فقام بدعوة قواته النظامية وباستخدام القوات المدفعية لقصف مقرات جنود الانكشارية دمر قدرة قوات النخبة على القتال. وقام بالقبض على الناجين وإعدامهم بعد ذلك بوقت قصير. ثم قام محمود بمتابعة الإصلاحات العسكرية والاجتماعية دون الخوف من حدوث انقلاب، والتي على الرغم من تحديثها للدولة إلا أنها لم تمنع تدهورها.